# Qiyas
Qiyas är en av källorna till islamisk rätt vid sidan av Koranen, sunna och ijma. Det är en metod att tolka Allahs ord och används inom de islamiska rättsskolorna för att härleda lagar och regler ur uppenbarelserna. Ordet är arabiska och betyder "analogislut". Inom rättsskolan shafi har termen samma betydelse som begreppet ijtihad.
Qiyas-metoden anger hur man ska tillämpa en regel vid olika omständigheter men med samma bakomliggande orsak. Förutsättningen är att Guds lag redan existerar och det centrala är att upptäcka den verkande orsaken bakom en regel. Orsaken bakom en regel kallas ʿilla och i qiyas-principen gäller att samma ʿilla ger samma hukm (regel). När de rättslärda ställs inför ett nytt problem kan de i Koranen och sunna söka efter liknande fall och identifiera ʿilla bakom sharia-regeln. Hittar de regel med samma ʿilla så utsträcks sharia-domen till det nya fallet. Metoden får legitimitet genom att den nämns i Koranen och att tidigare anhängare till islam använt den genom historien.

## Bakgrund
Den islamiska rätten, sharia, innebär för muslimer att följa Guds vilja som genom Muhammed blev uppenbarad för människorna. Frågor kring familjerelationer och straffrätt kunde under Muhammeds levnad besvaras genom att han fick en gudomlig uppenbarelse eller genom att följa hans exempel. När Muhammed dog kunde inte längre hans gudomliga uppenbarelser vägleda muslimerna i deras strävan att handla i enlighet med Guds vilja. Att nå kunskap om och genomdriva Guds lag var ständigt aktuell och åsikterna om hur detta ska uppnås har genom tiderna varierat. 
De fyra första kaliferna följde traditionen och fattade själva beslut när frågor eller problem som inte fann sina svar i Muhammeds uppenbarelser uppstod. Kalifernas lagstiftning ersattes under den umayyadiska dynastin av ett islamiskt rättssystem där ett domarämbete (qadi) ingick. I Qadins domslut tog han hänsyn till såväl rådande sedvana i berörda provinser som Koranen och sin egen åsikt i fallet. Detta skapade ett missnöje med den umayyadiska rättskipningen då domsluten i liknande fall kunde variera kraftigt på grund den kulturella mångfalden i provinserna och qadins självständiga bedömning. Kritikerna menade att om alla muslimer skulle följa Guds lag, så borde den islamiska rätten definieras tydligt och vara mer enhetlig. De ville begränsa de muslimska härskarnas självständighet och standardisera lagen. Bland dem fanns några av de första rättslärda, såsom Abu Hanifa (död 767), Malik ibn Anas Asbahi (död 796), Muhammad ibn al-Shafii (död 819) och Ahmad ibn Hanbal (död 855). De fick snabbt anhängare och kom senare att betraktas som grundare för var sin rättsskola: den hanafitiska, den malikitiska, den shafiitiska respektive den hanbalitiska rättsskolan. 
Under Abbasidkalifatet utvecklades den islamiska rättsvetenskapen och en ny grupp lärda (ulama) hade som uppgift att tolka Guds vilja och skapa ett rättssystem baserat på Koranen. Men trots försöken att göra lagen mer enhetlig var skillnaderna mellan rättsdoktrinerna fortfarande stora i slutet av 700-talet. Till stor del berodde detta på att det fanns flera rättsskolor och att de rättslärda tog hänsyn till kriterier som personlig åsikt och lokala seder i tolkningen och utformningen av den islamiska rätten. Det uppstod en brytning mellan de som hävdade att lagen främst skulle bygga på profettraditionerna, där förnuftet skulle ha en begränsad inverkan, och de som menade att man med hjälp av förnuftet kunde resonera sig fram till vad som är rätt och fel i en fråga. I denna debatt fick Muhammad ibn al-Shafii stor betydelse och han betraktas som grundare av den islamiska rättsvetenskapen. Även han ville ha en mer enhetlig islamisk lag och skapade därför en gemensam metodologi som alla rättsskolorna skulle kunna använda sig av. 
Enligt al-Shafii finns det fyra rättskällor: Koranen, sunna (profetens exempel), ijma (samfundets konsensus) och qiyas. Genom att införa qiyas ville al-Shafii begränsa det personliga resonemangets roll i utformningen av den islamiska lagen. Där det inte fanns någon uppenbarad text, eller där problemet inte kunde lösas genom ijma, skulle de rättslärda inte längre lösa problemet efter egen bedömning utan söka efter en liknande situation i Koranen och sunna och tillämpa qiyas.
(Källa: Esposito, John L. Islam - den raka vägen)

### Exempel på qiyas
En vers i Koranen säger att vindrickande är förbjudet för en muslim. Versen nämner endast vin khamr och inte andra alkoholhaltiga drycker nabidh. Inom islamsk teori gäller förbud mot alla alkoholhaltiga drycker, trots att versen i Koranen endast nämner vin. Utifrån Qiyas-metoden ställs frågan vad det är med vin som gör det förbjudet. Det är berusningen. Därmed befästs alkoholförbudet eftersom berusningen omfattar alla alkoholhaltiga drycker.
Ett annat exempel där qiyas har tillämpats är fallet när den pakistanska politikern Benazir Bhutto valdes till ledare för Pakistan People's Party (PPP) år 1986. Det året aktualiserades frågan om huruvida kvinnligt ledarskap kunde legitimeras, framförallt med tanke på att Pakistan då skulle kunna få en kvinnlig premiärminister. Medlemmar i andra islamistiska partier hävdade att en kvinnlig premiärminister stred mot islam och hänvisade till en hadith med budskapet om att en kvinnas styre inte gagnar folket. Men de som ville föra fram Bhutto som kandidat fann en analogi i Koranens 27:e sura och tillämpade qiyas. Suran berättar om drottningen av Saba som kom till kung Salomo (Sulaymān) och som efter att ha lyssnat till honom förstod att hennes tro var avgudadyrkan och istället valde att underkasta sig Gud, att bli muslim. Men samtidigt förblev hon drottningen av Saba. Ur detta kunde Bhuttos anhängare dra slutsatsen att det är islamiskt legitimt med kvinnligt ledarskap. (Källa: Hjärpe, Jan, Sharia, Norstedts Förlag, 2005)